# Gautier Capuçon
Gautier Capuçon (Chambéry, 1981. szeptember 3. – ) francia csellóművész.

## Élete, munkássága
Capuçon Savoie megye székhelyén, Chambéryben született, három testvér közül a legfiatalabbként. Bátyja Renaud Capuçon hegedűművész. Négyéves korában kezdett csellózni tanulni. Formális zenei tanulmányait az Ecole Nationale de Musique de Chambéry-ben kezdte. Végzéskor cselóban és kamarazenében is első díjat nyert. Ezután a párizsi Conservatoire Supérieurben tanult tovább, ahol Annie Cochet-Zakine és Philippe Muller volt a mestere. Itt 1997-ben végzett, a cselló első díjával. Ezután Philippe Muller csellópedagógus növendéke lett a Conservatoire National Supérieur de Musique de Paris-ban, ahol 2000-ben végzett a cselló és a kamarazene első díjával. Tanulmányait végül a bécsi Universität für Musik und darstellende Kunstban, Heinrich Schiff mellett fejezte be.
Hallgatóként 1997 és 1998 között az Európai Közösségek Ifjúsági Zenekarának (ma az Európai Unió Ifjúsági Zenekara) és a Gustav Mahler Ifjúsági Zenekar csellistája volt, többek között olyan karmesterek irányításával játszott, mint Bernard Haitink, Pierre Boulez és Claudio Abbado, és kamarazenei partnerei között van Daniel Barenboim, Jean-Yves Thibaudet és Yuja Wang.
Karrierje gyorsan emelkedett, és 20. születésnapjára a 21. század egyik vezető francia csellistája lett. Két fontos versenyt is megnyert: 1998-ban első díjas lett a Maurice Ravel Nemzetközi Zeneakadémia versenyen, Saint-Jean-de-Luz-ban, megnyerte az 1999-es toulouse-i André Navarra Nemzetközi Csellóversenyt, és ugyancsak 1999-ben második lett az Adam Nemzetközi Csellófesztivál és Versenyen, Christchurch-ben. Capuçon a gordonka mellett kiváló zongorista is, hétévesen kezdte tanulni, második hangszerként a Conservatoire Supérieur de Paris-ban Christophe Egizianónál tanulta. Szórakozásból jazzt is játszik zongorán.
Kiváló kamarazenei előadó és keresett zenekari szólista, a legrangosabb előadóművészek partnere: testvére, Renaud Capuçon hegedűn, a zongoristák Nicholas Angelich, Martha Argerich, Daniel Barenboim, Stephen Kovacevich, Frank Braley, Hélene Grimaud, Katia és Marielle Labèque. Klasszikus, romantikus és modern repertoárt ad elő, többek között Beethoven, Brahms, Sosztakovics, Haydn, Ravel, Saint-Saëns és Schubert, Mendelssohn, a kortárs szerzők közül Erwin Schulhoff, Hanns Eisler és Éric Tanguy műveit.
Két kiváló hangszere van: egy 1701-es Matteo Goffriller cselló,[8] és egy 1746-os Joseph Contreras cselló, amelyet a Banca della Svizzera Italiana kölcsönöz számára.
Nős, 2007-ben házasodott össze Delphine Borsarello csellistával, Jean-Luc Borsarello hegedűművész lányával. Két lányuk született: Fée és Sissi.

## Felvételei
Válogatás a Discogs és az Allmusic kimutatása alapján.
| Megjelenés | Tartalom                                                                                           | Közreműködők                                                                                 | Kiadó                     |
| ---------- | -------------------------------------------------------------------------------------------------- | -------------------------------------------------------------------------------------------- | ------------------------- |
| 2000       | Debussy, Tanguy, Rachmaninov                                                                       | Jérôme Ducros                                                                                | AFAA                      |
| 2002       | Ravel: Sonatas & Trio                                                                              | Renaud Capuçon, Frank Braley                                                                 | Erato/Virgin              |
| 2003       | Face a Face, Duos for Violin and Cello                                                             | Renaud Capuçon                                                                               | Virgin Classics           |
| 2003       | Franck: Violin Sonata; Rachmaninov: Cello Sonata                                                   | Alexandre Gurning, Renaud Capuçon, Lilya Zilberstein                                         | EMI Classics              |
| 2004       | Brahms: Piano Trios                                                                                | Nicholas Angelich, Renaud Capuçon                                                            | Erato/Virgin Classics     |
| 2006       | Inventions (Bach, Eisler, Bartók, Karol Beffa, Gideon Klein, Martinů)                              | Renaud Capuçon                                                                               | Erato/Virgin Classics     |
| 2007       | Brahms: Double Concerto, Clarinet Quintet                                                          | Renaud Capuçon, Capuçon Quartet, Paul Meyer, Gustav Mahler Jugendorchester, Myung-Whun Chung | Virgin Classics           |
| 2008       | Rhapsody: Cello Sonatas by Rachmaninov & Prokofjev                                                 | Gabriela Montero                                                                             | Virgin Classics           |
| 2010       | Csajkovszkij: Variations on a rococo theme; Prokofjev: Sinfonia concertante                        | Orchestra of the Mariinsky Theatre, Valerij Gergijev                                         | EMI/Erato/Virgin Classics |
| 2012       | Dvořák: Cello Concerto                                                                             | Frankfurt Radio Symphony Orchestra, Paavo Järvi                                              | Warner Classics           |
| 2013       | Schubert: Arpeggione (+Schumann, Debussy, Britten)                                                 | Frank Braley                                                                                 | Erato                     |
| 2015       | Fauré: Cello Sonata Nos. 1 & 2; Etc.                                                               |                                                                                              | Erato                     |
| 2017       | Brahms: String Sextets Nos. 1 & 2                                                                  | Renaud Capuçon, Christoph Koncz, Gérard Caussé, Marie Chilemme, Clemens Hagen                | Erato                     |
| 2018       | Intuition                                                                                          |                                                                                              | Erato                     |
| 2019       | Schumann: Cello Concerto, Adagio und Allegro, Fantasiestücke Op. 73 & 88, Fünf Stücke im Volkstone | Martha Argerich, Renaud Capuçon, Chamber Orchestra of Europe, Bernard Haitink                | Erato                     |
| 2020       | Beethoven: Piano Trios – Archduke, Ghost                                                           | Frank Braley, Renaud Capuçon                                                                 | Erato                     |
| 2020       | Emotions                                                                                           |                                                                                              | Erato                     |

## Fordítás
- Ez a szócikk részben vagy egészben  a   Gautier Capuçon című angol Wikipédia-szócikk ezen változatának fordításán alapul.  Az eredeti cikk szerkesztőit annak laptörténete sorolja fel. Ez a jelzés csupán a megfogalmazás eredetét és a szerzői jogokat jelzi, nem szolgál a cikkben szereplő információk forrásmegjelöléseként.
- Ez a szócikk részben vagy egészben  a   Gautier Capuçon című francia Wikipédia-szócikk ezen változatának fordításán alapul.  Az eredeti cikk szerkesztőit annak laptörténete sorolja fel. Ez a jelzés csupán a megfogalmazás eredetét és a szerzői jogokat jelzi, nem szolgál a cikkben szereplő információk forrásmegjelöléseként.